# NGC 7353
NGC 7353 – prawdopodobnie galaktyka spiralna (S?), znajdująca się w gwiazdozbiorze Pegaza, w Principal Galaxies Catalogue skatalogowana pod numerem PGC 85285.
Obiekt skatalogowany w New General Catalogue pod numerem NGC 7353 zaobserwował Albert Marth 7 sierpnia 1864 roku. Identyfikacja obiektu nie jest pewna, gdyż w pozycji podanej przez Martha ani w jej pobliżu nie ma żadnego jasnego obiektu, który mógłby mu przypominać „mgławicę” (ten sam problem dotyczy zaobserwowanego tej samej nocy NGC 7350). W bazie SIMBAD jako NGC 7353 błędnie skatalogowano galaktykę PGC 69429.